# Дихлорид пиросульфурила
Дихлорид пиросульфурила — неорганическое соединение,
хлорангидрид дисерной кислоты
с формулой S2O5Cl2,
бесцветная жидкость,
разлагается в воде.

## Получение
- Осторожное нагревание триоксида серы и тетрахлорметана:

{\displaystyle {\mathsf {2SO_{3}+CCl_{4}\ {\xrightarrow {90^{o}C}}\ S_{2}O_{5}Cl_{2}+COCl_{2}\uparrow }}}

## Физические свойства
Дихлорид пиросульфурила образует бесцветную жидкость.
Соединение гидролизуется в воде.

## Химические свойства
- Разлагается при длительном кипячении:

{\displaystyle {\mathsf {S_{2}O_{5}Cl_{2}\ {\xrightarrow {150^{o}C}}\ SO_{3}+SO_{2}+Cl_{2}}}}